# Darka Podmenik
Darka Podmenik, slovenska sociologinja in univerzitetna profesorica, * 6. marec 1949, Ljubljana
Diplomo (1973) in magisterij (1985) je pridobila na Fakulteti za sociologijo, politične vede in novinarstvo v Ljubljani, doktorat (2012) pa na Fakulteti za uporabne družbene študije v Novi Gorici.
Raziskovala je tematike, kot so stanje knjige, zaposlovanje diplomantov, malo delo študentov, prekarnost in inovatorstvo.
Pisala je za publikacije, kot so Reporter, Delo, Teorija in praksa, Družboslovne razprave, Pravna praksa, Nova revija, Andragoška spoznanja, Jezik in slovstvo, Časopis za kritiko znanosti, Problemi in Naši razgledi.
Poučevala je na je Oddelku za bibliotekarstvo Filozofske fakultete v Ljubljani (predmet Sociologija množičnih medijev) ter na Fakulteti za aplikativne družbene vede v Novi Gorici in Fakulteti za informacijske študije v Novem Mestu (predmet Iskanje zaposlitve in mladinski trg dela).
Z možem Franetom Adamom in njunima otrokoma Aljo Adam in Danetom Podmenikom - Adamom deluje na Inštitutu za razvojne in strateške analize (IRSA), katerega direktor Adam je.